# Клингбах
Клингбах (нем. Klingbach) — река в Рейнланд-Пфальце, Германия. Длина — 38 километров.

## Течение

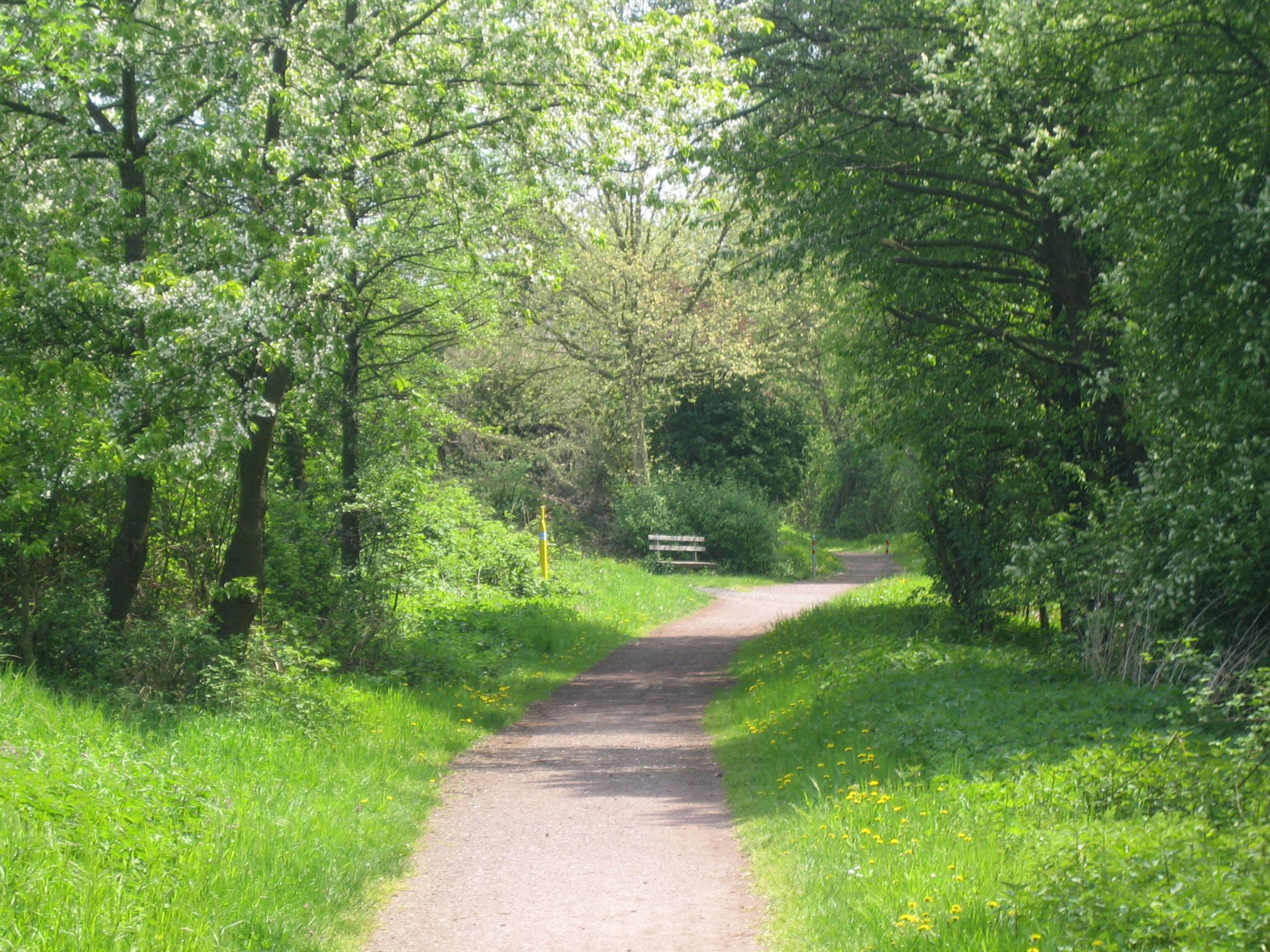
Тропинка к реке Клингбах

Река Клингбах берёт своё начало в южной части Пфальцского Леса, на северо-восточном склоне холма, на высоте около 350 метров, где также располагается разрушенный замок Линдельбрунн. Другой, почти столь же мощный исток находится в двух километрах к югу от предыдущего. Два этих истока сливаются примерно через три километра в Пфальцском Зильце.
Далее Клингбах течёт в восточном направлении в Клингенмюнстер, где пересекает германский винный путь, прежде чем дойти до Верхнерейнской низменности. Клингбах протекает по западной части равнины, сначала в восточном направлении, но позже сворачивает на северо-восток. К юго-востоку от небольшого города Рорбах в Клингбах впадает река Кайзербах, а спустя ещё 20 километров — Кводбах. Клингбах впадает в крупную реку Рейн.